# Lajos Wick
Lajos Vilmos Wick (* 7. August 1892 in Budapest; † 21. Januar 1959 ebenda) war ein ungarischer Ruderer.

## Sport
Lajos Wick war in seiner Jugend als Schwimmer aktiv, wechselte jedoch mit 18 Jahren zum Pannónia Evezős Egylet und begann mit dem Rudern. Zwischen 1914 und 1925 wurde er elffacher ungarischer Meister. Bei mehreren Europameisterschaften konnte Wick 2 Silber- und 2 Bronzemedaillen gewinnen. Darüber hinaus nahm er an den Olympischen Sommerspielen 1924 teil. Mit István Szendeffy, Sándor Hautzinger, Zoltán Török und Steuermann Károly Koch bildete Wick das ungarische Boot in der Vierer mit Steuermann-Regatta. Da das Boot der Ungarn beim Transport nach Paris beschädigt wurde, schieden sie im Hoffnungslauf vorzeitig aus.
Nach seiner Karriere arbeitete Wick als Trainer beim Sirály Evezös Egyesület.